# V.S.K.Valasai
V.S.K.Valasai (vaak kortweg Valasai genoemd) is een panchayatdorp in het district Dindigul van de Indiase staat Tamil Nadu.

## Demografie
Volgens de Indiase volkstelling van 2011 wonen er 17.865 mensen in V.S.K.Valasai, waarvan 50% mannelijk en 50% vrouwelijk is. De plaats heeft een alfabetiseringsgraad van 58%.

## Galerij

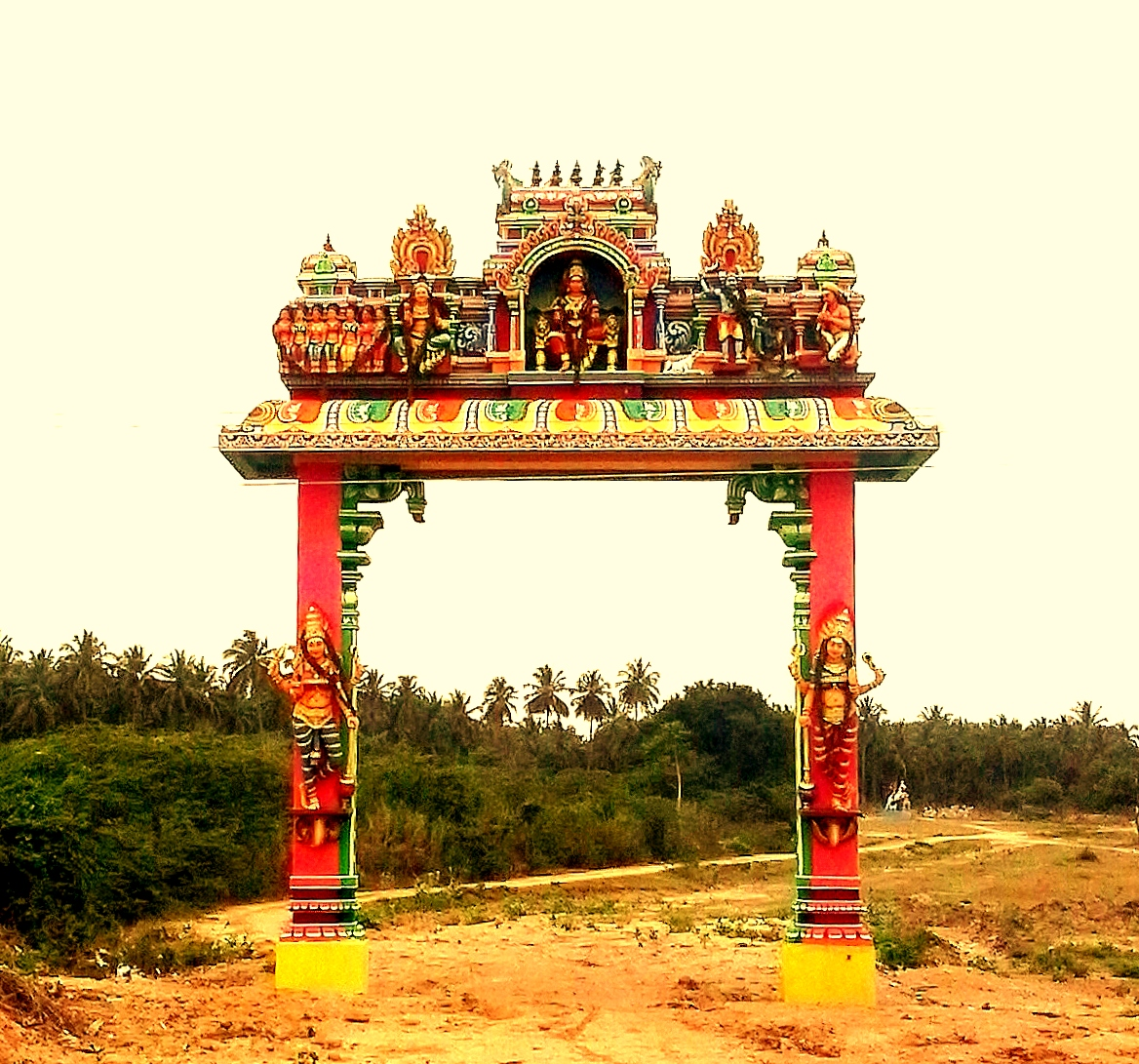
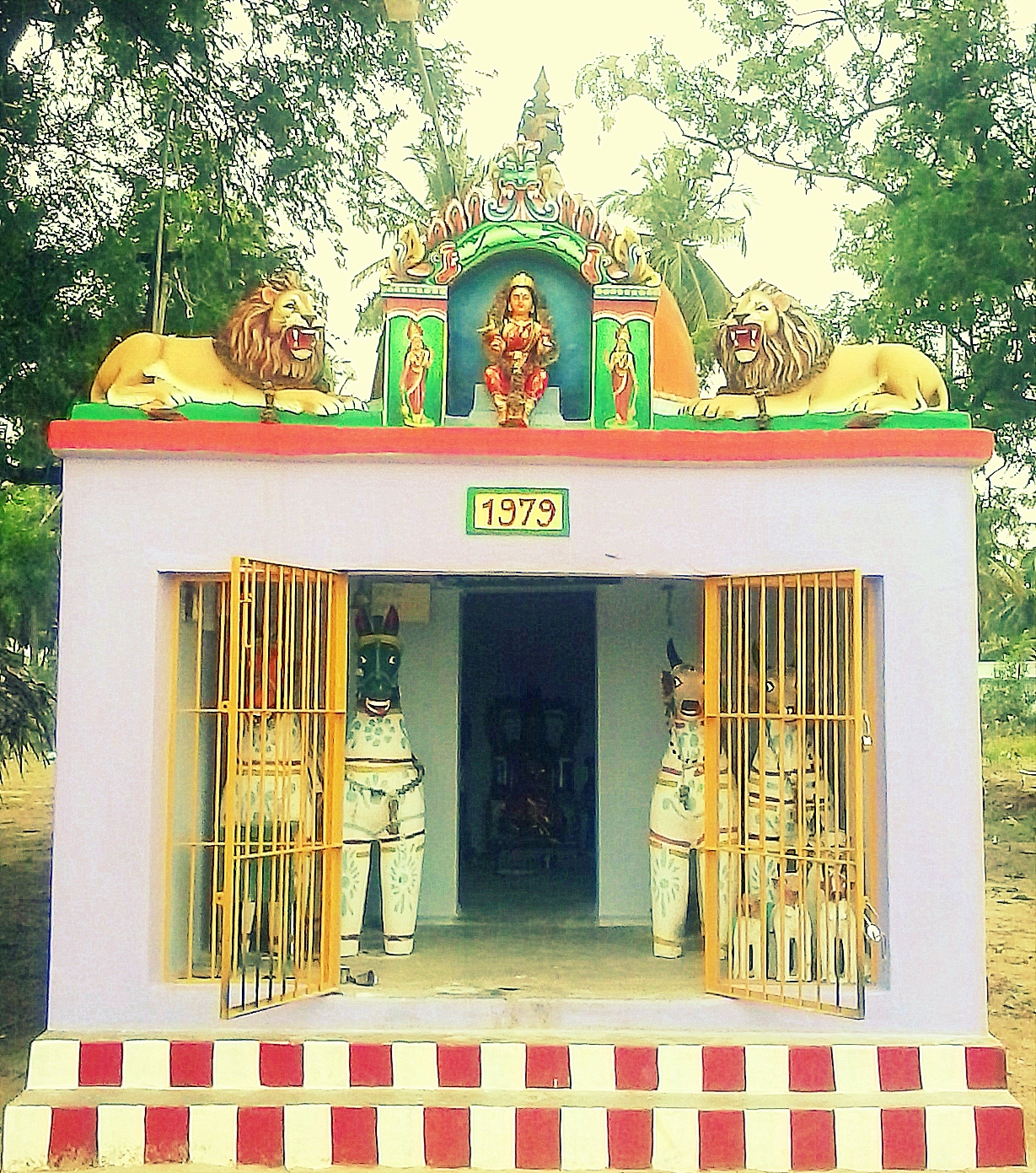
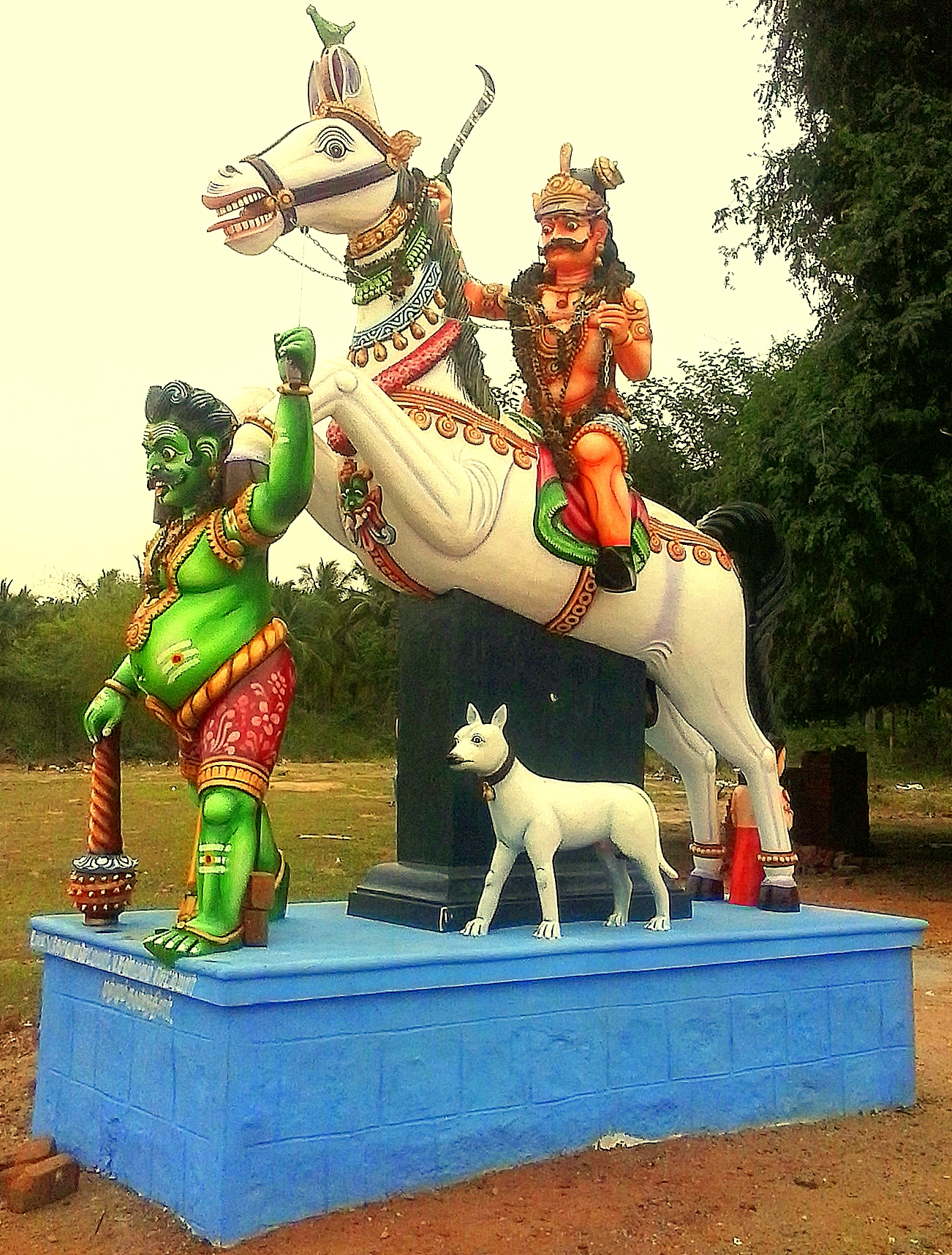
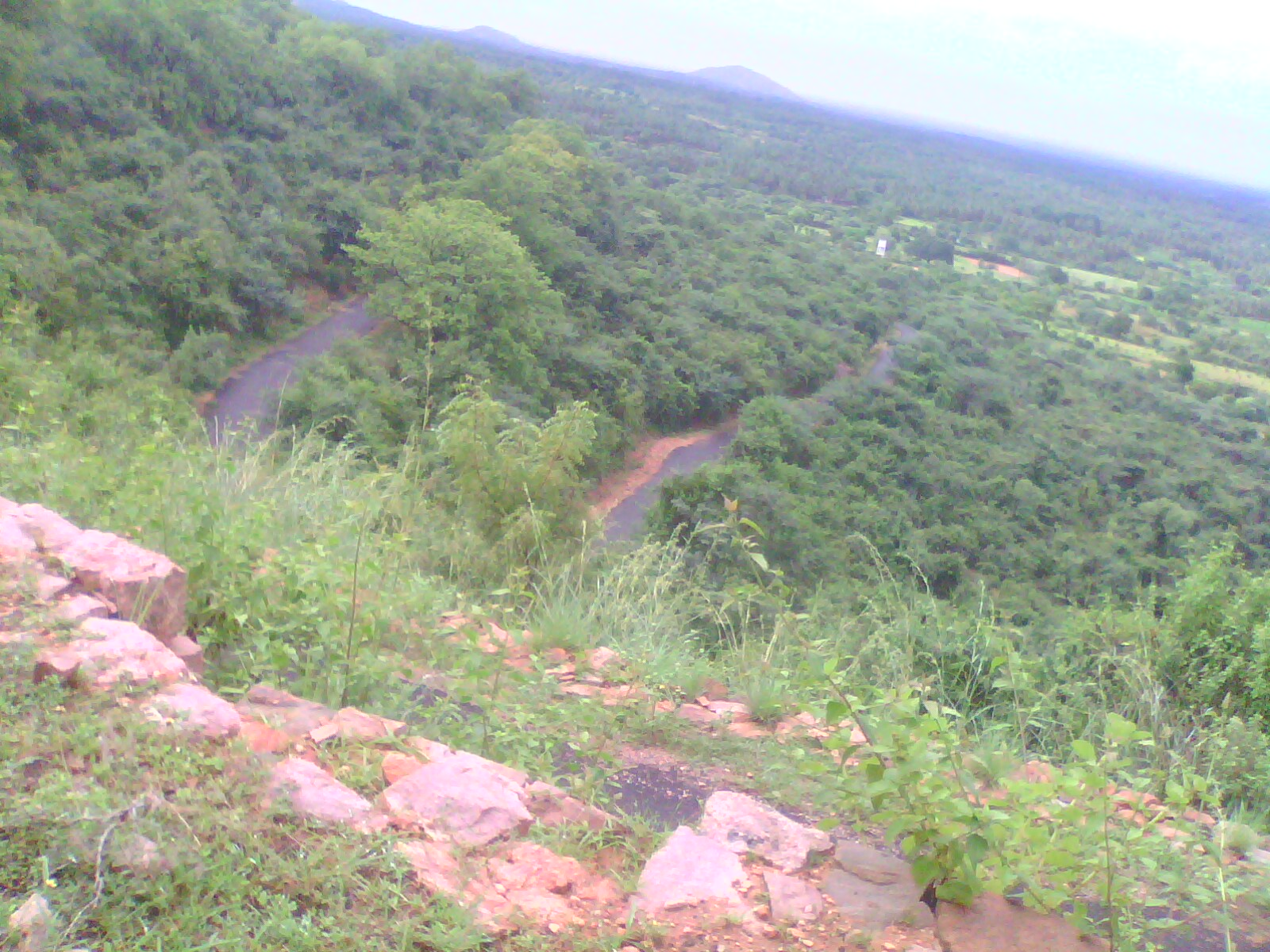
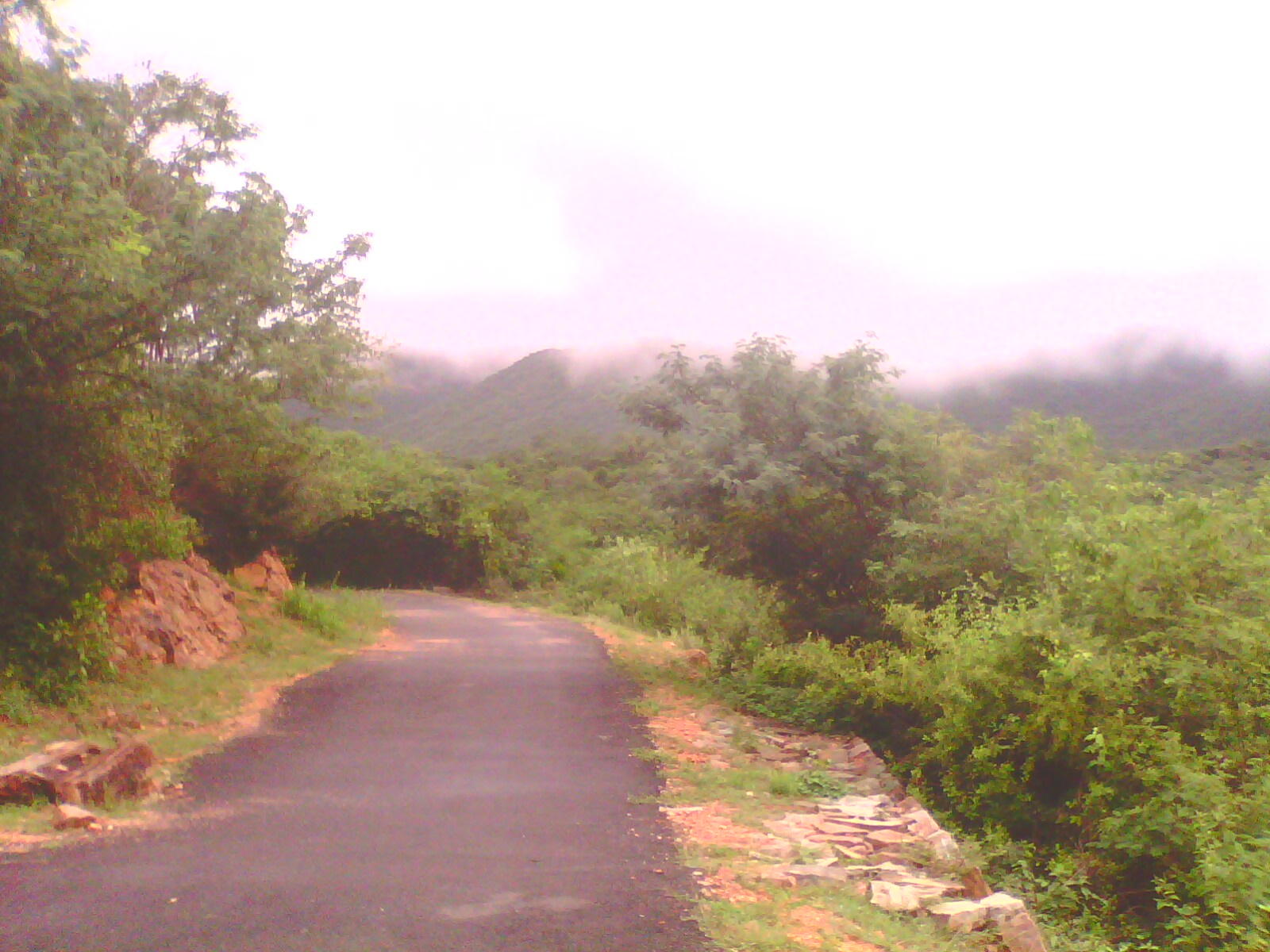